# Prádanos de Ojeda
Prádanos de Ojeda – gmina w Hiszpanii, w prowincji Palencia, w Kastylii i León, o powierzchni 21,32 km². W 2011 roku gmina liczyła 215 mieszkańców.